# Angelo Maggio
Angelo Maggio (Napoli, 1945) è un attore italiano, attivo come attore bambino tra il 1950 e il 1954.

## Biografia
Nato a Napoli nel 1945, figlio di una relazione tra una ragazza italiana e un soldato afroamericano di Chicago negli anni della seconda guerra mondiale. Abbandonato alla nascita, fu adottato dall'attore Dante Maggio, da cui prese il cognome. Tra il 1950 e il 1954 Angelo Maggio compare in cinque film, in due dei quali nel ruolo di protagonista di un ragazzino di colore alle prese con i pregiudizi del proprio ambiente: Il mulatto (1950) e Angelo tra la folla (1950). È il primo attore bambino afro-italiano ad affermarsi nel cinema italiano del dopoguerra, dopo l'esperienza del piccolo somalo-italiano Ali Ibrahim Sidali nel cinema coloniale fascista.
È "dotato di buone qualità interpretative sostenute da una notevole incisività drammatica", ma gli fu dato modo di mostrare queste doti solo in film di livello modesto. L'accoglienza del pubblico, anche a livello internazionale, non andò oltre la curiosità per il piccolo attore bambino afro-italiano, dai capelli biondi e dalla pelle scura. Nei suoi esiti, la vicenda di Angelo Maggio è in tutto simile a quella dell'attrice bambina afro-tedesca Elfie Fiegert, anch'ella figlia di un soldato afroamericano, abbandonata alla nascita e data in adozione, la quale in quegli stessi anni è protagonista in Germania di due film di impronta neorealistica incentrati sui pregiudizi razziali. Ma anche il cinema europeo dell'epoca, come quello americano, aveva ben poco da offrire a giovani interpreti di talento di origine africana.
Terminata nel 1954 la sua esperienza cinematografica, Angelo Maggio vive lontano dal mondo dello spettacolo. 
A lungo ingiustamente dimenticato, solo in anni recenti è rinato un certo interesse sulla sua figura soprattutto da parte di studiosi americani, sensibili a tematiche razziali e postcoloniali. Al centro dei film e della biografia di Angelo Maggio resta infatti sempre e comunque la questione della sua "identità" e della sua "appartenenza". Ironicamente, Angelo come attore e come persona si trova a vivere e interpretare entrambi gli estremi del dibattito degli anni Cinquanta. Nel film Il mulatto (1950) è lo stesso padre adottivo napoletano a "rimandare" sia pure a malincuore il piccolo protagonista "back to his own people" in America, sposando così una delle principali tesi segregazioniste sulla diversità e incompatibilità biologica delle razze (il bambino, anche se nato e cresciuto sempre in Italia tra italiani, mostra ad esempio scarso interesse per la musica napoletana, mentre è "naturalmente" e irresistibilmente attratto dai ritmi afroamericani). Nel 1954 invece l'autorevole settimanale di cultura afroamericana Jet propone con rilievo ai suoi lettori proprio la vicenda personale di Angelo Maggio ("the world's best known Negro child with white parents") come esempio di riuscita integrazione, contro i segregazionisti americani e sudafricani che in nome di una rigida separazione razziale, e di una presunta irrimediabile incompatibilità naturale, vorrebbero proibire per legge l'adozione di bambini di colore da parte di coppie "bianche".
Per vedere un altro attore bambino afro-italiano in ruoli di rilievo occorrerà attendere anni assai più recenti, con Mohamed Ismail Bayed nel film Verso nord di Stefano Reali (2004), Steven Manetto nella quinta stagione della serie Don Matteo (2006), o Fallou Kama nel film Il sole dentro di Paolo Bianchini (2012).  Nel mutato contesto al centro saranno ora le tematiche dell'immigrazione e integrazione.

## Filmografia

### Cinema
- Il mulatto, regia di Francesco De Robertis (1950)
- Angelo tra la folla, regia di Francesco De Robertis (1950)
- Amo un assassino, regia di Baccio Bandini (1951)
- Il capitano di Venezia, regia di Gianni Puccini (1954)
- Il grande addio, regia di Renato Polselli (1954)